# 仙石幸一
仙石 幸一（せんごく こういち、1976年12月23日 - ）は、近畿地方を拠点にタレント活動をしている日本のラジオDJ、スポーツMC。

## 来歴
京都府出身。ファッションモデルおよびブライダルモデルとして活動した後、ラジオDJおよびスポーツMCに転身した。ただし、モデル業から離れて久しい2010年代後期にも、一時モデル事務所のトリニティに所属していたことがある。
2000年代には番組制作会社のメディアフォーラムジャパンに所属し、SKY PerfecTV!の音楽専門チャンネル・Music Japan TVの番組を中心に活動。また近畿地方では、fm osakaやKiss-FM KOBEのラジオDJを務めていた。それと並行して、2001年からはガンバ大阪のスタジアムDJを、2008年からは滋賀レイクスターズのアリーナDJも務めている。
2018年に結婚。

## 出演

### テレビ番組
- MUSIC PLANET（Music Japan TV）
- Jリーグ中継（NHK） - 「BSサポサポ」担当
- ミュージックサテライト（Music Japan TV）
- リクエストタイム（Music Japan TV）
- Midnight MJ（Music Japan TV、2002年 - 2003年）
- ROLL-UP（Music Japan TV、2005年）
- MJ navi（Music Japan TV、2005年 - 2006年）
- J-COOL（Music Japan TV、2005年 - 2006年）
- MJTVランキングワン（Music Japan TV、2005年 - 2007年）
- ちょっときいてよ！生リク中（Music Japan TV、2006年 - 2007年）
- なんちゃってホストクラブ（Music Japan TV、2007年）
- 生リク510（Music Japan TV、2007年 - 2008年） - 水曜ビデオジョッキー[10]
- 加藤和樹 Men's Cafe（Music Japan TV、2007年 - 2009年）
- 生リクタイム！（Music Japan TV、2008年）
- GAMBA EX（J:COM 吹田、2008年 - 2009年）
- 加藤和樹 Shining Road（Music Japan TV、2009年 - 2011年）
- Jリーグアフターゲームショー（スカパー!）
- GO! GO! LAKES!（びわ湖放送、2009年 - 2010年） - 司会
- ぽじポジたまご（KBS京都、2012年[11] - ）
- 情報レストラン（びわ湖放送、毎年12月に放送の特別番組）
- イイネ！（KBS京都、2020年） - ナビゲーター

### テレビドラマ
- 西洋骨董通り物語II 京都不思議ストーリー 第10話（KBS京都、2003年）
- ニトナツ〜恋も仕事も〜 第12話（KBS京都、2003年）
- 11通の…出せなかったラブレター（朝日放送、2005年） - 第7通「コンプレックス」出演

### ラジオ番組
- 選曲家四天王（FMラルース）
- What's cool（fm osaka、2002年 - 2003年）
- Bling Bling SUNDAY（fm osaka、2002年 - 2003年）
- MIX-UP（Kiss-FM KOBE、2002年 - 2003年）
- radio drive plus（e-radio、2007年 - 2008年） - 木曜パーソナリティ
- ラヂヲ☆radio-ラヂ☆ラジ-（e-radio、2008年 - 2010年）
- レディオ・シガ・スリーシックスティーズ RS360（e-radio、2010年 - 2011年）
- radio max（e-radio、2011年 - ）
- style!（e-radio、2013年 - ） - 水曜・木曜パーソナリティ
- イナズマロックレディオ（e-radio、2019年/2020年）

### ラジオドラマ
- バール・サンドリオン（Kiss-FM KOBE）

### 舞台
- BIZZ（2002年）
- 明るい主婦たち（2003年）
- エスコッチュ（2003年）